# Midway

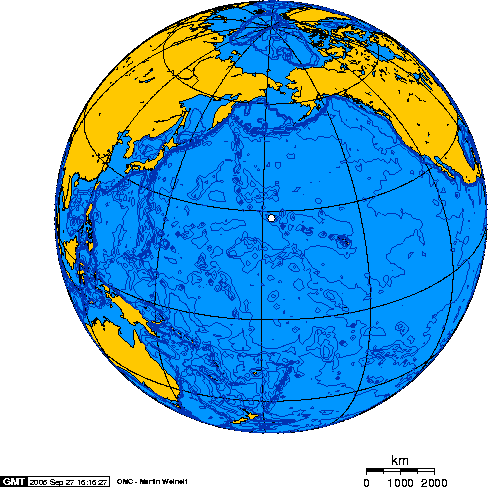
Ortografická projekce uprostřed s Atolem Midway

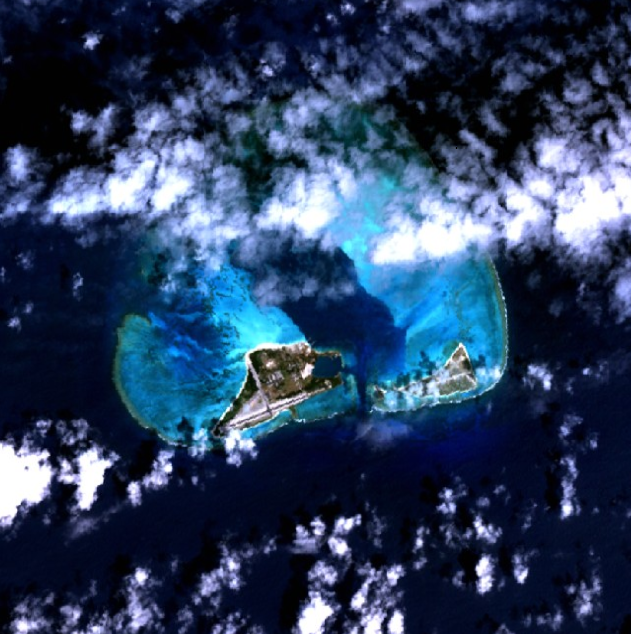
Atol Midway - snímek ze satelitu NASA NLT Landsat 7

Midway, též Midwayské ostrovy (havajsky Pihemanu) je atol o rozloze 6,2 km² ležící v severním Tichém oceánu, na severozápadním konci Havajských ostrovů, asi v jedné třetině vzdálenosti mezi Honolulu a Tokiem. Leží méně než 300 km na východ od mezinárodní datové hranice, asi 5 200 km na západ od San Francisca a 4 000 km na východ od Japonska. Přestože geograficky patří k Havajským ostrovům, tak nejsou součástí amerického státu Havaj, ale je spravován jako tzv. nezačleněné území Spojených států amerických společně s tzv. Menšími odlehlými ostrovy USA.
Atol tvoří kruhová korálová bariéra a několik písečných ostrůvků. Dva větší ostrůvky, Písečný ostrov (Sand Island) a Východní ostrov (Eastern Island), poskytují útočiště stovkám tisíců mořských ptáků.
Midwayský atol je známý díky bitvě u Midway, která se v okolních vodách odehrála 3.–7. června 1942. Námořnictvo Spojených států v této bitvě vyřadilo čtyři těžké letadlové lodě japonského námořnictva, které chtělo Midway obsadit, a tím Japonsku způsobilo drtivou porážku. Tato událost je považována za symbolický bod obratu ve vývoji války v Tichomoří.
V současné době je letiště na ostrovech používáno jako nouzové letiště pro dopravní letouny létající přes Tichý oceán podle pravidel ETOPS.